# Congrès wallons de 1912 et 1914
 (mai 2022).
La mise en forme du texte ne suit pas les recommandations de Wikipédia : il faut le « wikifier ».
Les points d'amélioration suivants sont les cas les plus fréquents. Le détail des points à revoir est peut-être précisé sur la page de discussion.
- Les titres sont pré-formatés par le logiciel. Ils ne sont ni en capitales, ni en gras.
- Le texte ne doit pas être écrit en capitales (les noms de famille non plus), ni en gras, ni en italique, ni en « petit »…
- Le gras n'est utilisé que pour surligner le titre de l'article dans l'introduction, une seule fois.
- L'italique est rarement utilisé : mots en langue étrangère, titres d'œuvres, noms de bateaux, etc.
- Les citations ne sont pas en italique mais en corps de texte normal. Elles sont entourées par des guillemets français : « et ».
- Les listes à puces sont à éviter, des paragraphes rédigés étant largement préférés. Les tableaux sont à réserver à la présentation de données structurées (résultats, etc.).
- Les appels de note de bas de page (petits chiffres en exposant, introduits par l'outil «  Source ») sont à placer entre la fin de phrase et le point final[comme ça].
- Les liens internes (vers d'autres articles de Wikipédia) sont à choisir avec parcimonie. Créez des liens vers des articles approfondissant le sujet. Les termes génériques sans rapport avec le sujet sont à éviter, ainsi que les répétitions de liens vers un même terme.
- Les liens externes sont à placer uniquement dans une section « Liens externes », à la fin de l'article. Ces liens sont à choisir avec parcimonie suivant les règles définies. Si un lien sert de source à l'article, son insertion dans le texte est à faire par les notes de bas de page.
- La présentation des références doit suivre les conventions bibliographiques. Il est recommandé d'utiliser les modèles {{Ouvrage}}, {{Chapitre}}, {{Article}}, {{Lien web}} et/ou {{Bibliographie}}. Le mode d'édition visuel peut mettre en forme automatiquement les références.
- Insérer une infobox (cadre d'informations à droite) n'est pas obligatoire pour parachever la mise en page.

Pour une aide détaillée, merci de consulter Aide:Wikification.
Si vous pensez que ces points ont été résolus, vous pouvez retirer ce bandeau et améliorer la mise en forme d'un autre article.
 (mai 2022).
Les Congrès wallons de 1912 et de 1914 sont deux des plus importants congrès wallons du début du XXème siècle. Les Congrès wallons commencent à faire leur apparition dès la fin du XIXème siècle, en réaction au mouvement flamand. Le premier Congrès wallon a eu lieu à Bruxelles en 1890. Ceux de 1912 et de 1914 vont largement contribuer au développement du mouvement wallon et à la création d’une identité wallonne, déjà construite et développée lors de l’important Congrès wallon de 1905. En outre, ils vont permettre aux militants wallons de mieux s’organiser pour défendre leurs intérêts. 

## Contexte: la Belgique au début du XXème siècle
Les Congrès wallons de 1912 et de 1914 prennent place dans un contexte de tensions linguistiques en Belgique, entre les néerlandophones d’un côté et les francophones de l’autre. Le mouvement flamand gagne en popularité dès les années 1870 et revendique la fin de la domination linguistique du français en Flandre. Alors qu’est promulguée la loi d'Égalité du 18 avril 1898, par laquelle le flamand devient la seconde langue officielle du pays, commence à émerger lentement un mouvement wallon, en réponse au mouvement flamand, présent au Nord du pays. Ce mouvement wallon a besoin de s’organiser, et c’est ce qu’il fera grâce aux différents Congrès wallons. Notamment grâce à l’important 5ème Congrès wallon de 1905. Celui-ci peut être considéré comme le point de départ du mouvement politique wallon. Il crée réellement une nouvelle étape pour le mouvement wallon, c’est à cette époque que les idées autonomistes et séparatistes progressent et c’est en 1912 qu’elles parviennent à se concrétiser. Les mouvements libéraux et socialistes, plutôt soutenus par les Wallons, s’opposent au mouvement catholique, plutôt soutenu par les flamands. Lors des élections législatives du 2 juin 1912 et provinciales le 9 juin 1912, les libéraux-socialistes ne parviennent pas à prendre la tête. C’est dans ce climat de défaite et de déception que s’organise le Congrès du 7 juillet 1912, qui sera à l’origine de profonds changements au sein du mouvement wallon,.

## Congrès wallon de 1912
Le Congrès wallon de 1912 est le septième congrès wallon. Il a pris place le 7 juillet 1912 dans une école industrielle de Liège, abritant aujourd’hui l’athénée Maurice Destenay. Un mois plus tôt se déroulaient les élections du 2 juin 1912. Présidé par Julien Delaite, le congrès est organisé par la ligue wallonne de Liège. Environ 300 personnalités ont pris part au Congrès, elles faisaient toutes partie du Parti Ouvrier Belge (POB) ou du parti libéral. Le programme initialement prévu par la ligue wallonne est essentiellement culturel, étant donné qu’elle se proclame neutre politiquement. Cependant, le résultat du scrutin renforce la position dominante du parti catholique, reposant sur une majorité flamande. Ainsi, en Wallonie la question de la séparation administrative est mise à l’avant-plan, dans la presse notamment. Dès lors, la ligue wallonne décide d’en faire le point central du congrès et cette question fera l’objet de l’essentiel des débats. D’autres sujets seront également discutés, comme la flamandisation de l’Université de Gand, la défense de la langue et de la littérature wallonne et la mise en œuvre de l’histoire wallonne.

### La question de la séparation administrative
La principale question discutée lors du congrès fut donc celle de la séparation administrative de la Flandre et de la Wallonie. Un débat intense a en effet eu lieu lors du congrès. Certains sont contre cette séparation et avancent comme arguments la situation des francophones de Flandre ou de Bruxelles ou encore la complémentarité économique de la Flandre et de la Wallonie. Durant le Congrès, pas moins de 4 projets de séparation administrative sont sur la table, dont les auteurs sont respectivement Émile Buisset, François André, Émile Jennissen et Julien Delaite. C’est finalement celui de Julien Delaite qui finit par faire l’objet d’un vote et les congressistes se montrent majoritairement favorables au projet, notamment grâce au soutien de Jules Destrée. En soutenant ce projet, le congrès a émis le souhait de voir la Wallonie séparée de la Flandre. C’est la première fois depuis 1890 qu’un congrès wallon est en faveur de la séparation administrative, à savoir le fédéralisme. Par ce soutien, les wallons revendiquent le droit à leur existence propre, au-delà de toute lutte contre le flamingantisme.

### Création d’une Assemblée wallonne
Les congressistes vont également décider pendant ce congrès de mettre en place une Assemblée wallonne. Créée en octobre 1912, cette assemblée, portée par Jules Destrée, représente officieusement le premier parlement wallon, afin de pouvoir représenter les intérêts de la Wallonie. Le but principal de ce parlement est la promotion de l’idée d’une séparation administrative avec l’unilinguisme en Wallonie et le bilinguisme en Flandre. Cette idée fait réagir le mouvement flamand, qui va se radicaliser. Cette assemblée a une grande influence, elle désire montrer l’existence d’une Wallonie. C’est dans ce contexte qu’émerge l’idée d’un symbole représentant ce combat pour l’autonomie : le drapeau wallon. D’autres symboles identitaires sont également adoptés à la suite de la création de cette assemblée : la fête wallonne (dernier dimanche de septembre) et la devise de la Wallonie («wallon toujours»).

### Lettre au Roi de Jules Destrée
À la suite du Congrès, Jules Destrée conçoit sa «Lettre au Roi sur la séparation de la Wallonie et de la Flandre». L’auteur s’adresse directement à Albert Ier, souverain de l’époque. Ce texte, méconnu pour beaucoup, a eu un impact retentissant et un effet fondateur pour la conscience et l’identité wallonne. Dans celle-ci, Jules Destrée expose la situation linguistique de la Belgique dans le début des années 1910. Dans la lettre, Destrée développe qu’il n’existe pas de nationalité belge. En effet, selon lui, le pays est artificiellement composé de 2 nations. Dans ce contexte s'expliquent les phrases les plus célèbres du texte:  
« Et maintenant que me voilà introduit auprès de Vous, grâce à cette sorte de confession, laissez-moi Vous dire la vérité, la grande et horrifiante vérité : "Il n'y a pas de Belges, mais des Wallons et des Flamands." »  
« Sire (...) Vous régnez sur deux peuples. Il y a en Belgique, des Wallons et des Flamands ; il n'y a pas de Belges. »
Dès lors, selon lui, étant donné que les flamands et les wallons sont 2 peuples différents que tout oppose, il n’est pas souhaitable de les voir encore coexister, il revendique donc au Roi une séparation administrative de la Belgique. Cette solution est la seule qui permettrait de respecter l’autonomie interne de la Flandre et de la Wallonie. Cette lettre de Jules Destrée a eu une ampleur considérable. La personnalité de l’auteur de la lettre et le lyrisme utilisé dans celle-ci ont en effet joué un rôle important. Destrée était le président de l’assemblée wallonne et était le leader incontesté du mouvement wallon. 

## Congrès wallon de 1914
2 années après le Congrès wallon de 1912 prend place celui de 1914. Le Congrès a eu lieu le 1er mars 1914. Plus de cent cinquante représentants de la ligue wallonne se sont rassemblés dans la salle de mariage de l’Hôtel de ville de Verviers. 

### Contexte et influence du début de la guerre
Le contexte dans lequel prend place le Congrès de 1914 est l'éclatement de la Première Guerre mondiale. La grande guerre a eu plusieurs effets sur le clivage qui régnait entre les Wallons et les Flamands. En 1914, le chancelier allemand suggère à Moritz von Bissing, de développer une politique qui attribuerait des droits aux nationalistes flamands, la Flamenpolitik. Cette politique permet aux Flamands de se rallier à la cause allemande, certains auraient fait opposition à cette politique tandis que d'autres se sont ralliés à celle-ci, passant donc du côté ennemi. L’autre grande influence causée par la guerre est un renforcement du sentiment nationaliste belge. Les gens oublient leurs positions politiques. Durant cette période, ils sont belges avant tout. En conséquence de ce sentiment patriotique ravivé, les sentiments flamands et wallons s’apaisent, et avec eux le conflit entre les 2 grandes parties du pays. Cela marqua une pause aux mouvements wallons.

### Volonté d’unification et de fédération
Le Congrès naît des suites d’une mobilisation d’un grand nombre de représentants de la Ligue wallonne, qui souhaitent une unification wallonne et qui luttent contre les mêmes exigences flamingantes. Ce congrès a été organisé afin d’organiser un programme plus pointilleux et de mettre en place la création d’un organe centralisateur de la ligue wallonne. L’initiative a été portée par la ligue wallonne de Verviers, qui souhaite réunir toutes les ligues wallonnes de Belgique afin de créer une coopération pour unir les moyens d’actions et de propagande. La volonté est réellement de créer une fédération.

### Ordre du jour et programme du Congrès
Le programme initialement conclu du Congrès est le suivant: trouver une manière de signaler et centraliser les mécontentements des wallons, réfléchir à l’attitude à prendre aux prochaines élections et sanctionner les mandataires wallons, considérés comme des traîtres. En réalité, le Congrès ne va pas suivre ce programme mais va se concentrer sur 2 sujets principaux: l’organisation du mouvement wallon, avec notamment la création d’un organe centralisateur et l’attitude à prendre vis-à-vis des mandataires wallons.

#### Organisation du mouvement wallon
Au sujet de la création d’un organe centralisateur, Oscar Gilbert recommande une fédération des ligues wallonnes. Il préconise un comité d’arrondissement, un Comité provincial et un Comité central, travaillant tous avec l’Assemblée wallonne. 
En ce qui concerne la propagande, Désiré de Perron désire créer un programme d’action pour unifier le programme des ligues de propagande. Beaucoup s’opposent à cette nouvelle fédération, notamment Julien Delaite qui recommande le congrès annuel des ligues wallonnes pour agir. Selon eux, l'Assemblée wallonne a déjà le rôle d’une fédération.
Finalement, il est décidé de créer des « Comités d’actions wallonne », conformément à l’ordre du jour de Émile Jennissen, militant wallon originaire de Liège. Le rôle du Comité d’action est de rassembler et unifier les propagandes ainsi que les revendications politiques de Wallonie. 
Un autre sujet essentiel  de ce Congrès est de protester contre une décision du gouvernement qui permettrait d’organiser une exposition à Anvers en 1920, alors que la dernière exposition était déjà organisée sur le territoire flamand. Le Congrès s’oppose à cette décision et voudrait que celle-ci soit organisée à Liège. 

#### Attitude à adopter vis-à-vis des mandataires wallons aux prochaine élections
Le deuxième sujet important discuté dans le Congrès est l’attitude à adopter vis-à-vis des mandataires wallons. Plusieurs congressistes débattent sur ce point dont Henrijean, (vice-président de la Ligue wallonne du Brabant), Sasserath, Gustave d’Andrimont, Yvan Paul, Honinckx (président de la Ligue wallonne d’Ixelles) et Hector de Selys.  
Finalement, le congrès s’accorde sur les revendications et les actions suivantes. Il veut  premièrement voir les associations wallonnes organiser des campagnes pendant les élections en faveur des droits pour la Wallonie et en faveur de la langue française. Il veut deuxièmement que tous les militants anti-flamingants s’engagent dans des associations politiques pour y soutenir la langue française notamment. Troisièmement, le Congrès désire voir disparaître les politiques qui prônent une égalité des langues en Belgique. 

### Influence des revendications du Congrès sur l’Assemblée wallonne
Les idées discutées pendant le Congrès ont eu une influence sur la cinquième session de l’Assemblée wallonne, prenant place le 29 mars 1914. Dans la droite ligne du désir de centralisation et de meilleure organisation du mouvement wallon, l’Assemblée wallonne est en accord avec certaines mesures voulant accélérer l’organisation des comités. 
Par ailleurs, une des revendications émises par ce Congrès a été de permettre aux membres de la Ligue wallonne qui seraient intéressés de se joindre à l'assemblée wallonne. Cette revendication sera proposée lors de l’assemblée prévue en octobre 1914 à Bruxelles.
En ce qui concerne l'attitude à prendre vis-à-vis des mandataires wallons, qui avait été discutée pendant le Congrès, l’assemblée wallonne se montre diplomatique: elle désire ne pas intervenir dans des conflits entre partis politiques. Elle conseille cependant les groupes d’actions d’agir avec dureté. 
Par ailleurs, l’Assemblée wallonne se montre favorable au mode de recrutement de cette Assemblée qui avait été proposée durant le Congrès de 1914.